# デビッド・フレイタス
デビッド・ジョセフ・フレイタス（David Joseph Freitas, 1989年5月18日 - ）は、アメリカ合衆国カリフォルニア州サクラメント郡ウィルトン出身のプロ野球選手（捕手）。MLBのロサンゼルス・ドジャース傘下所属。右投右打。

## 経歴

### プロ入りとナショナルズ傘下時代
2010年のMLBドラフト15巡目（全体446位）でワシントン・ナショナルズから指名され、プロ入り。契約後、傘下のA-級バーモント・レイクモンスターズでプロデビュー。
2011年はA級ヘイガーズタウン・サンズでプレーした。
2012年はA+級ポトマック・ナショナルズでプレーした。

### アスレチックス傘下時代
2012年8月3日にカート・スズキとのトレードで、オークランド・アスレチックスへ移籍した。移籍後は傘下のAA級ミッドランド・ロックハウンズでプレーした。
2013年はAA級ミッドランドとAAA級サクラメント・リバーキャッツプレーした。

### オリオールズ傘下時代
2013年12月12日にジム・ジョンソン、後日発表選手とのトレードで、ジェマイル・ウィークスと共にボルチモア・オリオールズへ移籍した。
2014年と2015年は傘下のAA級ボウイ・ベイソックス、AAA級ノーフォーク・タイズでプレーした。

### カブス傘下時代
2015年のルール・ファイブ・ドラフト（マイナーリーグ・フェイズ）でシカゴ・カブスから指名された。
2016年は傘下のAA級テネシー・スモーキーズとAAA級アイオワ・カブスでプレーした。

### ブレーブス時代
2016年11月、アトランタ・ブレーブスとマイナー契約を結んだ。
2017年8月30日にメジャーに昇格し、同日行われたフィラデルフィア・フィリーズとのダブルヘッダー第2試合でメジャーデビューを果たした。

### マリナーズ時代
2017年10月27日にウェイバー公示を経てシアトル・マリナーズへ移籍した。

### ブルワーズ時代
2019年4月14日にサル・ビアシとのトレードで、ミルウォーキー・ブルワーズへ移籍した。

### キウム時代
2021年2月5日にKBOリーグのキウム・ヒーローズと契約した。
同年4月3日にKBO初出場を果たした。6月23日にキウムからウェーバー公示されることが発表された。キウムでは43試合に出場して打率2割5分7厘、2本塁打、14打点を記録した。

### レイズ傘下時代
2021年7月24日にタンパベイ・レイズとマイナー契約を結んだ。8月10日にAAA級ダーラム・ブルズに配属された。オフの11月7日にFAとなった。

### ヤンキース傘下時代
同年12月14日にニューヨーク・ヤンキースとマイナー契約を結び、同日中にAAA級スクラントン・ウィルクスバリ・レイルライダースに配属された。翌2022年は開幕前のスプリングトレーニングに参加したが、7月13日に自由契約となった。

### ドジャース傘下時代
2023年1月1日にロサンゼルス・ドジャースとマイナー契約を結び、5日にAAA級オクラホマシティ・ドジャースに配属された。

## 詳細情報

### 年度別打撃成績
| 年 度    | 球 団    | 試 合 | 打 席 | 打 数 | 得 点 | 安 打 | 二 塁 打 | 三 塁 打 | 本 塁 打 | 塁 打 | 打 点 | 盗 塁 | 盗 塁 死 | 犠 打 | 犠 飛 | 四 球 | 敬 遠 | 死 球 | 三 振 | 併 殺 打 | 打 率 | 出 塁 率 | 長 打 率 | O P S |
| -------- | -------- | ----- | ----- | ----- | ----- | ----- | -------- | -------- | -------- | ----- | ----- | ----- | -------- | ----- | ----- | ----- | ----- | ----- | ----- | -------- | ----- | -------- | -------- | ----- |
| 2017     | ATL      | 6     | 17    | 17    | 2     | 4     | 2        | 0        | 0        | 6     | 2     | 0     | 0        | 0     | 0     | 0     | 0     | 0     | 4     | 1        | .235  | .235     | .353     | .588  |
| 2018     | SEA      | 36    | 106   | 93    | 9     | 20    | 6        | 0        | 1        | 29    | 5     | 0     | 0        | 1     | 0     | 8     | 0     | 0     | 25    | 2        | .215  | .277     | .312     | .589  |
| 2019     | SEA      | 1     | 4     | 2     | 1     | 0     | 0        | 0        | 0        | 0     | 1     | 0     | 0        | 0     | 1     | 1     | 0     | 0     | 0     | 0        | .000  | .250     | .000     | .250  |
| 2019     | MIL      | 16    | 16    | 13    | 1     | 1     | 0        | 0        | 0        | 1     | 0     | 0     | 0        | 0     | 0     | 3     | 0     | 0     | 5     | 1        | .077  | .250     | .077     | .327  |
| '19計    | MIL      | 17    | 20    | 15    | 2     | 1     | 0        | 0        | 0        | 1     | 1     | 0     | 0        | 0     | 1     | 4     | 0     | 0     | 5     | 1        | .067  | .250     | .067     | .317  |
| 2021     | キウム   | 43    | 148   | 139   | 13    | 36    | 10       | 0        | 2        | 52    | 14    | 0     | 0        | 0     | 1     | 7     | 0     | 1     | 29    | 7        | .259  | .297     | .374     | .671  |
| MLB：3年 | MLB：3年 | 59    | 143   | 125   | 13    | 25    | 8        | 0        | 1        | 36    | 8     | 0     | 0        | 1     | 1     | 12    | 0     | 0     | 34    | 4        | .200  | .268     | .288     | .566  |
| KBO：1年 | KBO：1年 | 43    | 148   | 139   | 13    | 36    | 10       | 0        | 2        | 52    | 14    | 0     | 0        | 0     | 1     | 7     | 0     | 1     | 29    | 7        | .259  | .297     | .374     | .671  |

- 2022年度シーズン終了時

### 背番号
- 20（2017年、2019年途中 - 同年終了）
- 36（2018年 - 2019年途中）
- 24（2021年）